# Industrial and Financial Systems
Industrial and Financial Systems, IFS Aktiebolag är ett IT-företag som varit noterat på Stockholmsbörsen, men från 2016 är onoterat. Bolaget utvecklar, säljer och implementerar ett egenutvecklat komponentbaserat affärssystem, IFS Applications. Systemet har moduler för styrning av försörjningskedjor (SCM), underhåll och utveckling av anläggningstillgångar, produktcykelhantering, kundrelationsstyrning (CRM) och verksamhetsstyrning och finns på 22 språk. IFS Application används av cirka 1 000 000 användare. 
Bolaget grundades 1983 av en grupp studenter på Linköpings tekniska högskola, bland andra Bengt Nilsson och Manni Svensson. Första uppdraget var att utveckla ett underhållssystem för ett svenskt kärnkraftverk. IFS-aktien var noterad på Stockholmsbörsen mellan 1998 och 2016. Största ägare är Gustaf Douglas med bolag.